# غيدو الأريتسوي
كان غيدو الأريتسوي (أيضًا، غيدو أريتينوس أو غيدو أريتينو أو غيدو موناكو أو غيدو موناكو بومبوسيانو أو شاب أريتسو) (991/992 – بعد عام 1033) صاحب نظريات موسيقية إيطالي من العصور الوسطى. يُعد مخترع التدوين الموسيقي (تدوين المدرج الموسيقي) الذي حل محل التدوين النيومي (بالحركات أو الإشارات). كانت أطروحته، الميكرولوغاس، ثاني أكثر أطروحة منتشرة بشكل كبير عن الموسيقى في العصور الوسطى (بعد كتابات بوثيوس).

## حياته
كان غيدو راهبًا بندكتيًا من مدينة أريتسو الإيطالية. أرجعت الأبحاث الحديثة أطروحته الميكرولوغاس إلى عام 1025 أو 1026؛ باعتبار أن غيدو قد ذكر في أحد رسائله أنه كان في عمر الرابعة والثلاثين حين كتبها [أطروحته]، فإن تاريخ ميلاده يُفترض بنحو عام 991 أو 992. أمضى بدايات مسيرته في دير بومبوسا، على ساحل البحر الأدرياتيكي قرب مدينة فيرارا. لاحظ وهو هناك الصعوبة التي يواجهها المغنيون في تذكر الترتيل الغريغوري.
جاء بطريقة لتعليم المغنيين كيفية حفظ الأغاني في وقت قصير، وسرعان ما أصبح مشهورًا عبر شمال إيطاليا. لكن، نحو عام 1025 جذب عداء الرهبان الآخرين في الدير الذين مانعوا اختراعاته الموسيقية، مما دفعه إلى الانتقال إلى أريتسو، بلدة لم يكن فيها دير، لكنها امتلكت مجموعة كبيرة من المغنيين الكاتدرائيين، ودعاه الأسقف تيتالد لإجراء عملية تدريبهم.
وهو في أريتسو، طور تقنيات جديدة للتعليم، مثل تدوين العلامات على المدرج الموسيقي واستخدام طريقة الاستذكار (الصولمائية) «أت – ري – مي – فا – صول - لا» (دو – ري – مي – فا – صول - لا). أُخذت مقاطع أت – ري – مي – فا – صول - لا من الحروف الأولى من كل نصف سطر من السطور الستة الأولى للستانزا الأولى من الترتيلة أت كوينت لاكسيس، التي يُنسب نصها إلى الراهب والباحث الإيطالي باولوس دياكونس (إلا أن اللحن الموسيقي إما يتشارك بسلف مشترك مع التنضيد القديم «قصيدة غنائية إلى فيليس» (قصائد غنائية 4.11) لهوراس، والمكتوبة في مخطوطة مونبلييه H425، أو ربما  كان مأخوذًا منها). عُرف عن جيوفاني باتيستا دوني أنه غير اسم النوتة «أت» (سي)، وأعاد تسميتها «دو» (في التسلسل «دو ره مي...» المعروف بالصولفيج). أُضيفت نوتة سابعة «سي» (من الأحرف الأولى في الاسم «سانكتيه يوهان»، الاسم اللاتيني للقديس يوحنا المعمدان) بعد وقت قصير لإكمال السلم الدياتوني. في البلدان الناطقة بالإنجليزية، غيرت سارة غلوفر «سي» إلى «تي» في القرن التاسع عشر حتى يمكن لكل مقطع أن يبدأ مع حرف مختلف (حرر هذا الأمر أيضًا سي لاستخدامها لاحقًا كصول- حاد). تُستخدم «تي» في صول- فا قرار وفي أغنية «دو - ري - مي».
تحتوي أطروحة الميكرولوغاس، التي كُتبت في الكاتدرائية في أريتسو ومكرسة لتيدالد، على الطريقة التي استخدمها غيدو في التعليم إذ أنها أُعدت في ذلك الوقت. سرعان ما جذبت انتباه البابا يوحنا التاسع عشر، الذي دعا غيدو إلى روما. على الأرجح أنه ذهب إلى هناك عام 1028، لكنه عاد بعد فترة قصيرة إلى أريتسو، بسبب صحته المتدهورة. أعلن بعدها في رسالة إلى مايكل بومبوسا («إيبستولا دي إغنوتو كانتو») اكتشافه لطريقة الاستذكار الموسيقي «أت – ري - مي». قليل ما هو معروف عنه بعد ذلك الوقت.

## اليد الغيدونية
يُنسب إلى غيدو اختراع طريقة اليد الغيدونية، وهي نظام استذكار مستخدم بشكل كبير تُربط فيه أسماء النوتات بأجزاء من اليد البشرية. لكن، قدم غيدو في الحقيقة شكلًا بدائيًا من اليد الغيدونية، ولا يمكن أن يُنسب النظام المفصل الكامل من الهكساكورد (أو السلم السداسي) الطبيعي والقوي والطري، إليه تمامًا.
في القرن الثاني عشر، ظهر تطور في تدريس وتعليم الموسيقى بأسلوب فعال أكثر. سمح تطوير غيدو الأريزي المزعوم لليد الغيدونية، بعد أكثر من مئة سنة من وفاته، للموسيقيين تعيين مفصل معين أو طرف أصبع مع سلم النغم (يشار إليه أيضًا بالهيكساكورد في العصر الحديث).[بحاجة لمصدر] غيّر استخدام مفاصل اليد المحددة وأطراف الأصابع الطريقة التي سيتعلم بها الشخص ويستذكر المقاطع الصولمائية. لم تصبح اليد الغيدونية معيارًا يُستخدم في تحضير الموسيقى في القرن الثاني عشر فحسب، بل نمت شعبيتها أكثر في القرن السابع عشر والقرن الثامن عشر. سمحت معرفة واستخدام اليد الغيدونية للموسيقيّ أن ينقل ويحدد الفواصل الموسيقية، وساعدت في تدوين وتشكيل موسيقى جديدة. تمكّن الموسيقيون من غناء واستذكار مقاطع أطول من الموسيقى والألحان خلال العروض وانخفض مقدار الوقت المُستنفد بشكل كبير.

## روابط خارجية
- غيدو الأريتسوي على موقع الموسوعة البريطانية (الإنجليزية)
- غيدو الأريتسوي على موقع ميوزك برينز (الإنجليزية)